# 6899 Nancychabot
6899 Nancychabot este un asteroid din centura principală, descoperit pe 14 septembrie 1988, de Schelte Bus.